# Centrale hydroélectrique de Petäjäskoski
La centrale hydroélectrique de Petäjäskoski (finnois : Petäjäskosken voimalaitos) est une centrale hydroélectrique située à Rovaniemi  en Finlande.

## Caractéristiques
La centrale est conçue par l'architecte Kai Blomstedt.